# Авансовий звіт
Ава́нсовий звіт — звіт підзвітної особи на бланку типової форми про витрачання грошей, виданих їй наперед (авансом) юридичною особою для виконання певного службового доручення.
У звіті зазначаються призначення авансу, розмір його суми та перелік фактичних витрат, що підтверджуються доданими відповідними первинними документами. Якщо видача авансу була пов'язана з виконанням доручення у службовому відрядженні, то до авансового звіту додається також пояснювальна записка про виконану роботу. Окрім того, такий звіт складають, коли працівник витратив власні кошти під час відрядження чи на господарські потреби.
Авансовий звіт перевіряє бухгалтерія, затверджує керівник, він є підставою для списання виданого авансу.